# Le Dévoilement des effets du voyage
Le Dévoilement des effets du voyage (ou Livre du Dévoilement des effets du voyage ; Kitāb al-isfār 'an natā'ij al-asfār en arabe) est un ouvrage du soufi andalou Ibn Arabi. Il traite du voyage en tant qu'itinéraire spirituel qui nous rapproche de Dieu.

## Place dans l'œuvre d'Ibn Arabi
L'ouvrage a été vraisemblablement écrit dans la première partie de la vie d'Ibn Arabi, avant son départ définitif de l'Andalousie pour l'Orient en 1200.
Ibn Arabi effectuera de nombreux et longs voyages vers l'Orient après avoir écrit ce livre, d'Al-Andalus sa patrie natale à Fès, puis à Bagdad et enfin à Damas où il finira sa vie, pour ne citer que les principaux. Éric Geoffroy, spécialiste du soufisme écrit que la pérégrination permet à Ibn Arabi de se rapprocher de Dieu. Le Livre du Dévoilement propose également une méthode d'interprétation du Coran.
Ibn Arabi donne un résumé du Livre du Dévoilement dans son grand ouvrage postérieur, Les Illuminations de La Mecque.

## Contenu
Denis Gril, traducteur en français et commentateur du Dévoilement des effets du voyage, écrit que le livre « repose sur l'affirmation selon laquelle tous les êtres, jusqu'à la divinité elle-même, au moins sous certains de ses aspects, participent d'un voyage universel sans fin ni dans ce monde ni dans l'autre et à tous les degrés de l'Être ». L'ouvrage ne porte pas tant sur les déplacements physiques que de la relation entre l’homme et Dieu, en particulier à travers la médiation du Coran.

#### Édition
- (ar) Ibn Arabi (trad., intro. et notes Denis Gril; bilingue arabe - français.), Le Dévoilement des effets du voyage, Paris, Éditions de l'Éclat, 1994 (réimpr. 2015, coll. « L'Éclat poche »), xxxiii-150 p. (ISBN 2-905-37292-3, lire en ligne)Le lien "lire en ligne" donne accès à l'ensemble du texte en français (Introduction et traduction).

#### Études
- Balkis Aboueleze, « Le voyage dans Kitâb al-isfâr ‘an natâ’ij al-asfâr d'Ibn ‘Arabî : entre finitude et absolu », Cahiers d'études hispaniques médiévales, vol. 30, no 1,‎ 2007, p. 185-195 (lire en ligne) [lire en ligne (page consultée le 6 mars 2023)]
- (en) Angela Jaffrey, « », The Muhyiddin Ibn 'Arabi Society, 2007, « Unveiling from the Effects of the Voyages. An Introduction to the Kitâb al-isfâr 'an natâ'ij al-asfâr », sur ibnarabisociety.org, Newsletter of the Muhyiddin Ibn Arabi Society, n° 7, été 2007 (consulté le 22 août 2016)